# Єрмолино (Дмитровський міський округ)
Єрмо́лино (рос. Ермолино) — присілок у складі Дмитровського міського округу Московської області, Росія.

## Населення
Населення — 69 осіб (2010; 59 у 2002).
Національний склад (станом на 2002 рік):
- росіяни — 91 %